# Gasilska ladja
Gasilska ladja se uporablja v pristaniščih za gašenje požarov in v pristaniških skladiščih. Te ladje imajo močne črpalke (vodne topove) ter visoke odre, od koder gasilci lahko bolje usmerjajo curke vode. Na odprtem morju opravljajo gasilsko službo veliki vlačilci.